# Podgrzyb brunatny

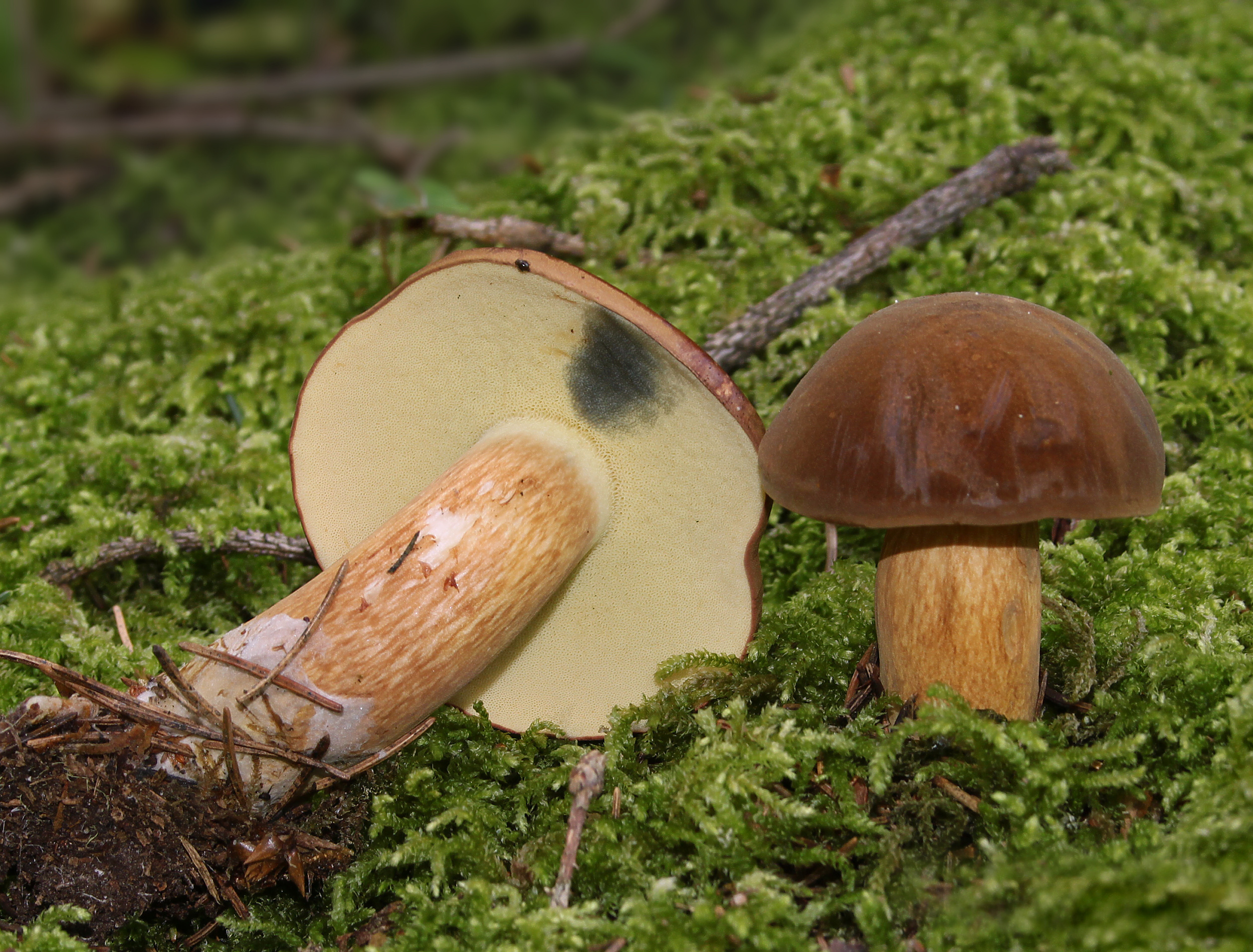

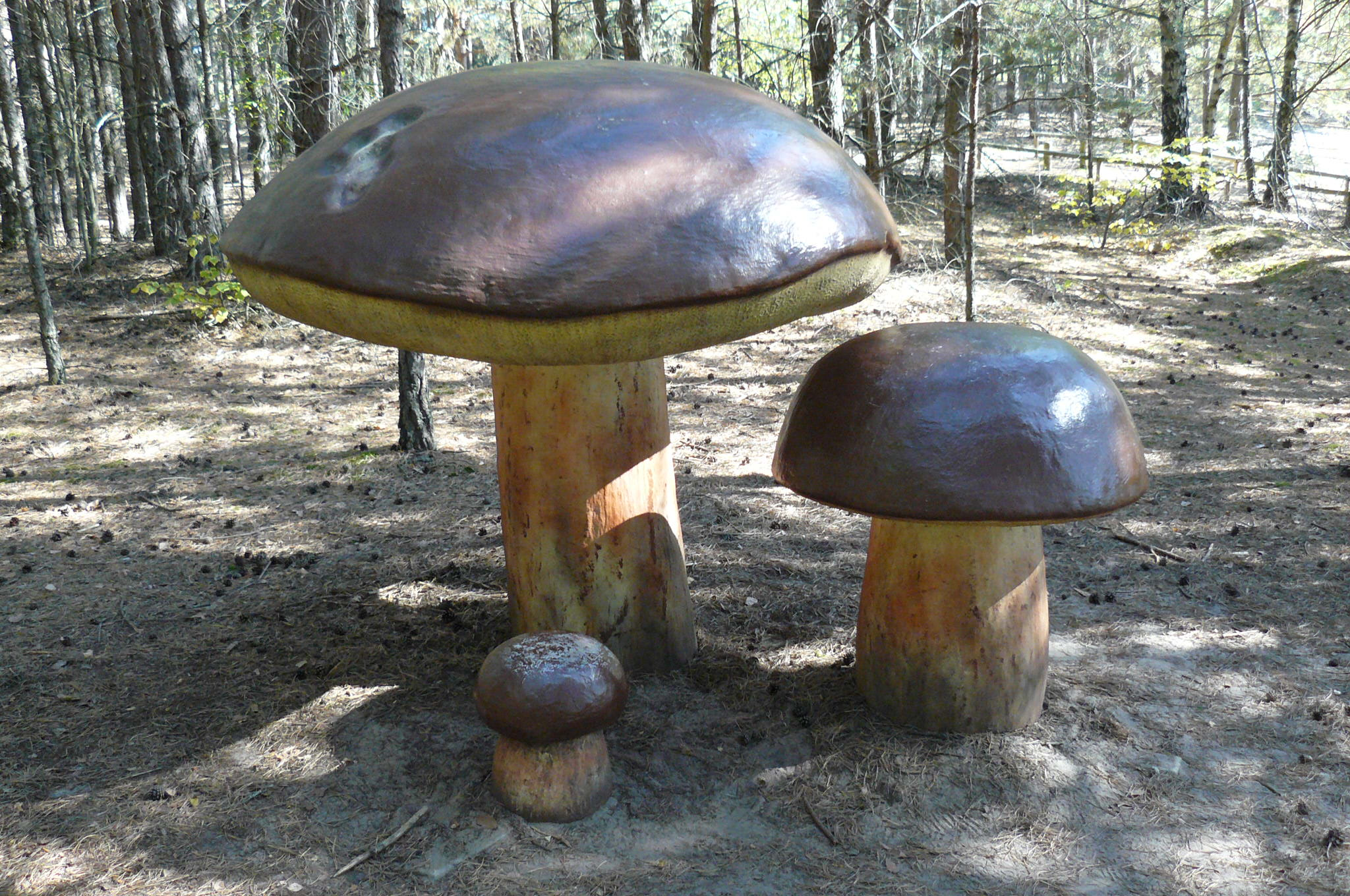
Modele podgrzybków w Parku Grzybowym w Piłce

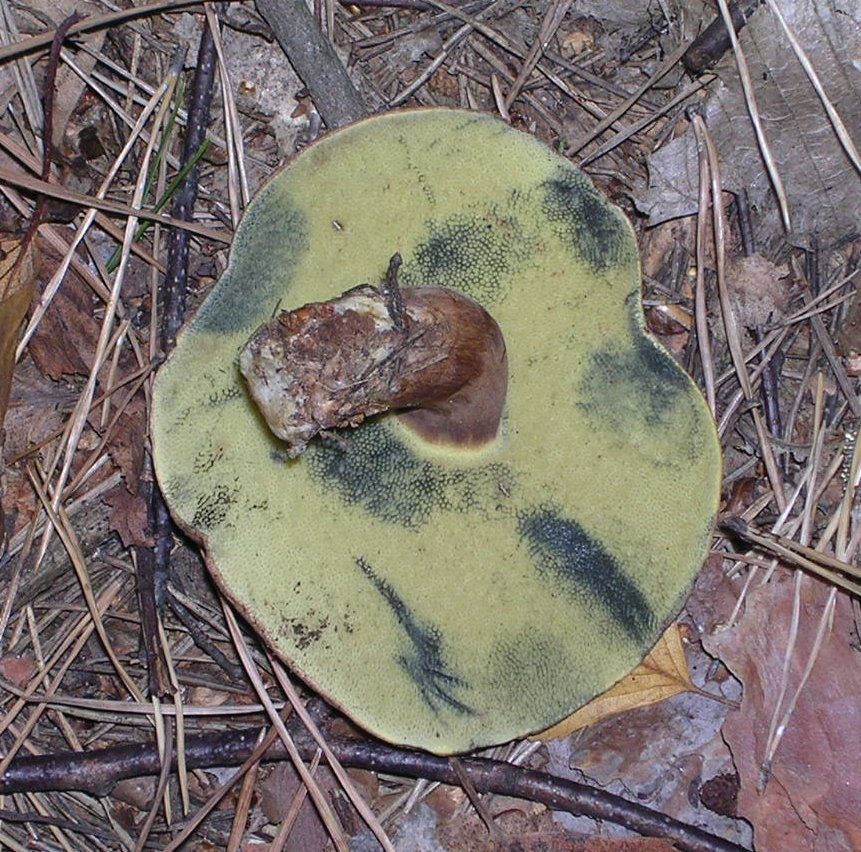
Sinienie porów po zgnieceniu

Podgrzyb brunatny, podgrzybek brunatny (Imleria badia (Fr.) Fr.) – gatunek grzybów z rodziny borowikowatych (Boletaceae).

## Systematyka i nazewnictwo
Pozycja w klasyfikacji według Index Fungorum: Imleria, Boletaceae, Boletales, Agaricomycetidae, Agaricomycetes, Agaricomycotina, Basidiomycota, Fungi.
Po raz pierwszy takson ten zdiagnozował w 1818 r. Elias Magnus Fries, jako formę borowika, nadając mu nazwę Boletus castaneus ß badius. Tenże sam autor w 1832 r. podniósł go do rangi gatunku Boletus badius. Później przez różnych autorów zaliczany był do różnych rodzajów, w Polsce znany był jako Xerocomus badius (podgrzybek brunatny). W 2014 r. Alfredo Vizzini przeniósł go do nowo utworzonego rodzaju Imleria, nadając mu nazwę Imleria badia, uznaną przez Index Fungorum.
Ma ponad 20 synonimów nazwy naukowej. Niektóre z nich:

- Boletus badius (Fr.) Fr. 1821
- Boletus castaneus var. badius (Fr.) Fr. 1828
- Boletus castaneus ß badius (Fr.) Fr. 1918
- Ixocomus badius (Fr.) Quél. 1888
- Rostkovites badia (Fr.) P. Karst. 1881
- Suillus badius (Fr.) Kuntze 1898
- Viscipellis badia (Fr.) Quél. 1886
- Xerocomus badius (Fr.) E.-J. Gilbert 1931[3].

W polskim piśmiennictwie mykologicznym po raz pierwszy polską nazwę (grzyb płowy) podał F. Kwieciński w 1896 r. Nazwę podgrzybek brunatny podała Alina Skirgiełło w 1960 r. i pod taką nazwą głównie gatunek ten jest znany i opisywany w polskim piśmiennictwie mykologicznym i w atlasach grzybów. Później w wyniku badań filogenetycznych ustalono, że bliżej spokrewniony jest z borowikami (Boletus). W 2014 r. po przeniesieniu go do rodzaju Imleria wszystkie polskie nazwy stały się niespójne z aktualną nazwą naukową. W 2021 Komisja ds. Polskiego Nazewnictwa Grzybów Polskiego Towarzystwa Mykologicznego zarekomendowała używanie nazwy podgrzyb brunatny.

## Morfologia
Kapelusz
Rozmiar dochodzi do 15 cm średnicy. Jest nagi i gładki, u młodych egzemplarzy półkolisty z podwiniętymi brzegami, ciemnobrązowy z czerwonawym odcieniem lub kasztanowo-brunatny. U starszych egzemplarzy kapelusz jest rozpostarty, dość płaski, czasem z wywiniętymi do góry brzegami.
Rurki
Lekko wcięte wokół trzonu. Barwa od bladoochrowej do oliwkowo-żółtej. Uszkodzone zmieniają kolor na niebieskozielony. Pory początkowo są białe, później żółte do żółtozielonawych.
Trzon
Grubość do 4 cm, wysokość do 10 cm. Jasnobrązowy, ma podłużne, ciemniejsze pręgi. U młodych egzemplarzy trzon zazwyczaj jest pękaty, następnie cylindryczny. W miejscu uszkodzenia zmienia kolor na ciemnoniebieski.
Miąższ
Twardy, w starszych trzonach zdrewniały. Biały, u starszych egzemplarzy lekko żółty. Przekrojony lekko sinieje. Smak i zapach przyjemny.
Wysyp zarodników
Brązowo-oliwkowy. Zarodniki elipsoidalne, gładkie, o rozmiarach 4–5 × 12–17 μm.
Gatunki podobne
Młode podgrzyby brunatne można pomylić z goryczakiem żółciowym (Tylopilus felleus). Wątpliwości rozstrzygnąć można próbą smakową (goryczak jest gorzki). Starsze zaś podobne są do piaskowca kasztanowatego (Gyroporus castaneus), który jednak ma jamkowato pusty trzon i jego miąższ nie zmienia barwy po przecięciu.

## Występowanie i siedlisko
Występuje w Ameryce Północnej, Europie, Australii i Japonii. W Europie jest pospolity.
Rośnie w lasach iglastych i mieszanych na ziemi, czasami tuż przy pniakach, często w mchu. Najczęściej spotykany jest pod sosną zwyczajną i świerkiem pospolitym. Tworzy owocniki od lata do późnej jesieni.

## Znaczenie
Naziemny grzyb mikoryzowy. Grzyb jadalny. Jest uważany za jeden z cenniejszych grzybów. Nie ma tak dobrego smaku, jak np. borowik szlachetny, ale w kuchni może być wykorzystany na rozmaite sposoby, dobrze nadaje się także do marynowania. W surowym stanie jest trujący.